# Bernhard Klamroth
Bernhard Klamroth (né le 20 novembre 1910 à Berlin, mort le 15 août 1944 dans la même ville) est un officier allemand, membre du complot du 20 juillet 1944.

## Biographie
Klamroth entre dans la Reichswehr en 1930. Au début de la Seconde Guerre mondiale, il participe à la campagne de Pologne en tant que chef de compagnie. En mars 1942, il vient comme Generalstabsoffizier sur le front de l'Est. Il travaille avec Hellmuth Stieff qui le ramène avec lui à Berlin. Stieff implique Klamroth dans le complot contre Hitler. Avec Albrecht von Hagen, Klamroth fournit l'explosif.
Il est dénoncé peu avant l'attentat en même temps que son beau-père Hans Georg Klamroth. Il est arrêté le lendemain de l'explosion. Le Volksgerichtshof condamne lui et son beau-père à la peine de mort le 15 août 1944. Il est pendu le jour même dans la prison de Plötzensee.